# St. Salvator (Kluczbork)

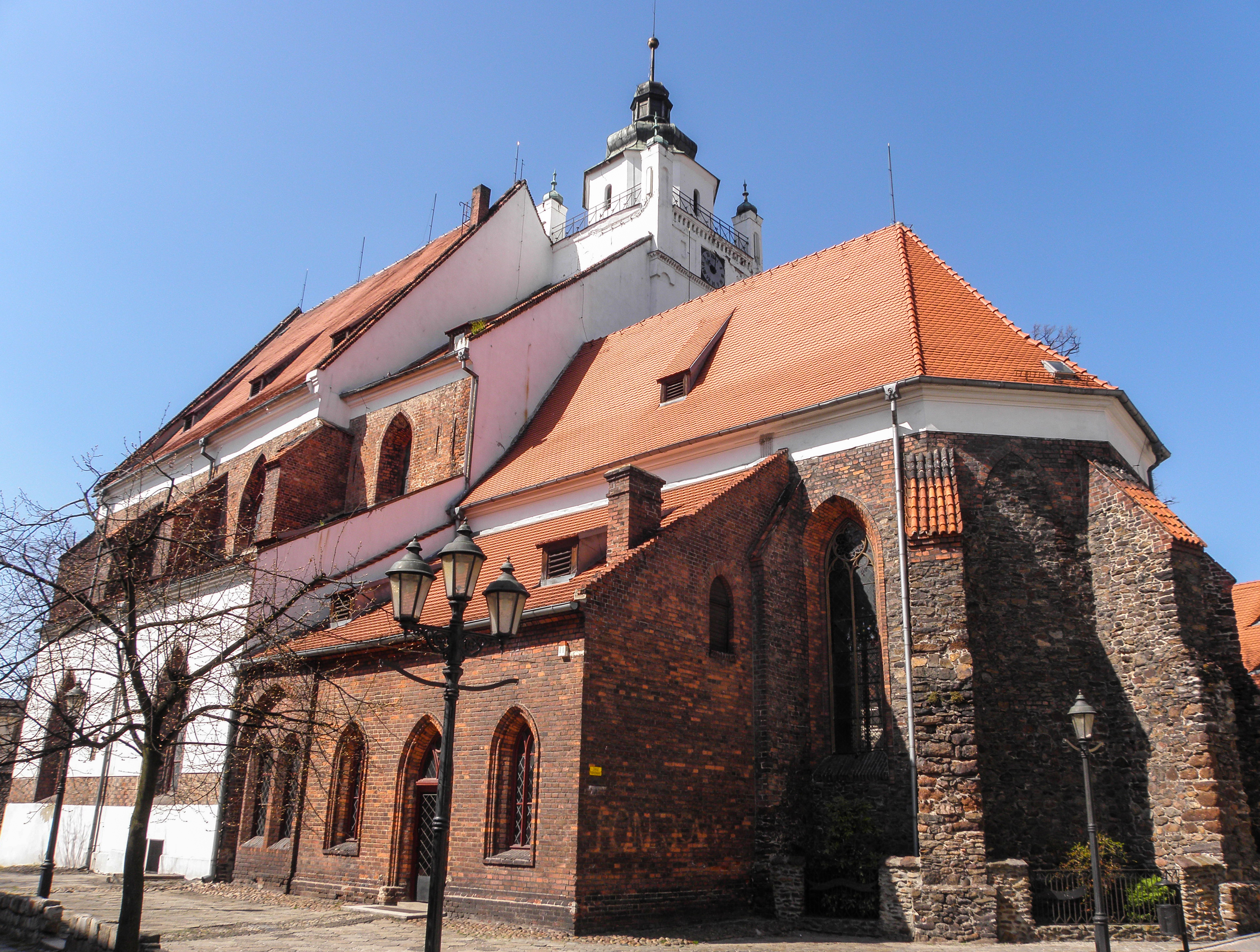
Außenansicht

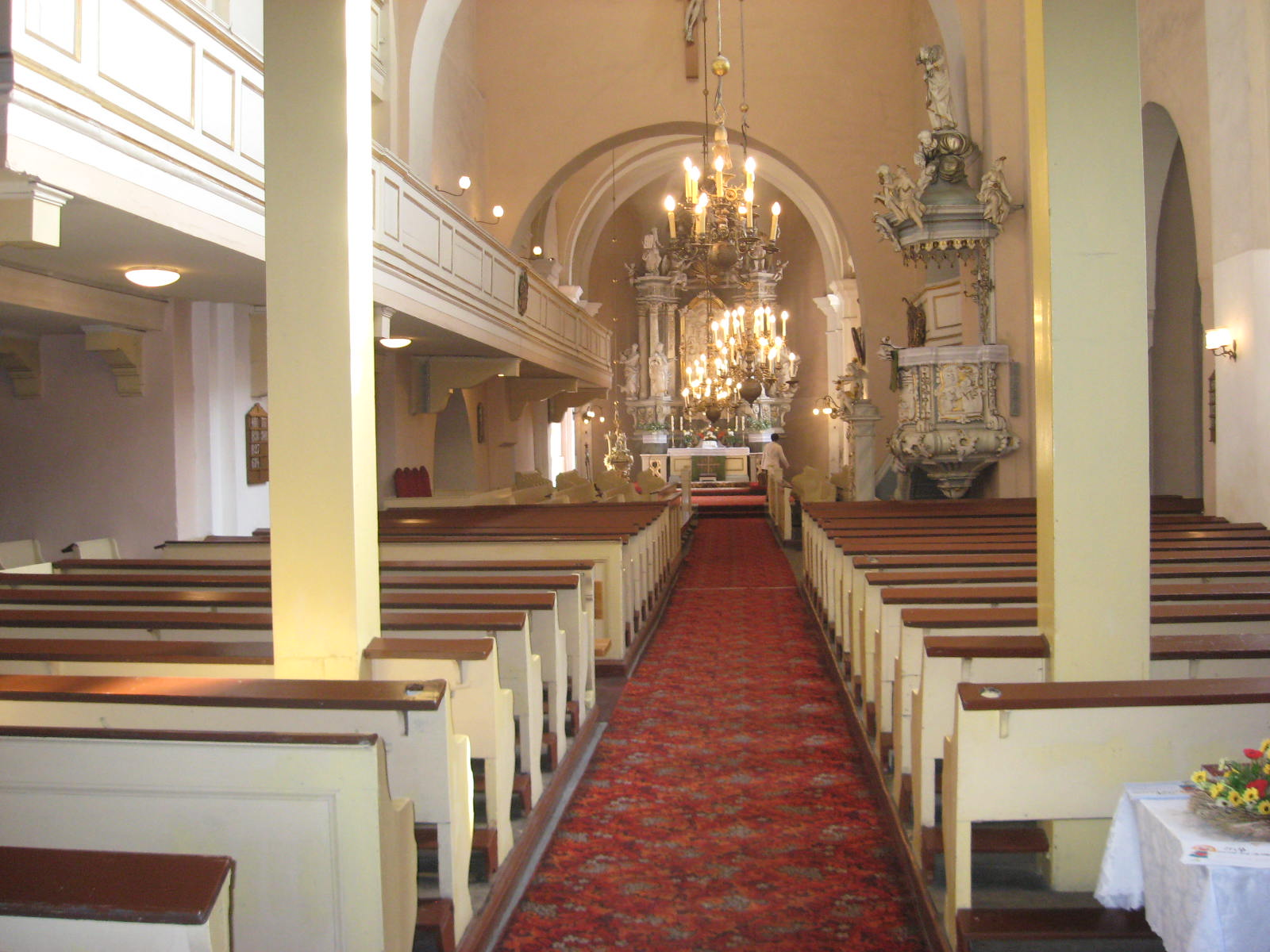
Hauptschiff

Die evangelische Sankt-Salvator-Kirche in Kluczbork (Kreuzburg) gehört zu den ältesten Baudenkmälern der Stadt.

## Geschichte und Ausstattung
Die Kirche wurde im 14. Jahrhundert an Stelle der früheren, 1298 errichteten Kirche erbaut. Wegen der sich wiederholenden Brände wurde sie mehrmals wiederauf- und umgebaut. Seit 1527 dient sie der evangelischen Gemeinde. Nach dem Großbrand 1737, bei dem neben der Kirche das Rathaus und viele Bürgerhäuser zerstört wurden, ersetzte man die hölzerne Decke durch ein Gewölbe aus Backstein.
Im Zeitraum 1743–1745 wurde der Innenraum von Adam Dedicius und Daniel Mietle umgebaut und erhielt eine Rokoko-Ausstattung. Die Skulpturen und Reliefs, wie auch der Hochaltar, die Kanzel, das Taufbecken und der Orgelprospekt stammen aus den Jahren 1750–1760 und sind Werke von Leopold Jaschke.
1795–1797 wurde der Kirchturm aufgestockt und 1806 erhielt er eine Turmuhr. Um 1820 wurde die bisherige Schindeldachdeckung durch Dachziegel ersetzt, der Turm bekam eine Kuppel aus Kupferblech.
1824 wurde an der Südseite eine Sakristei angebaut.
Die Kirche wurde am 14. April 1964 unter 802/64 in das Verzeichnis der Baudenkmäler der Woiwodschaft Opole eingetragen.